# 예지구

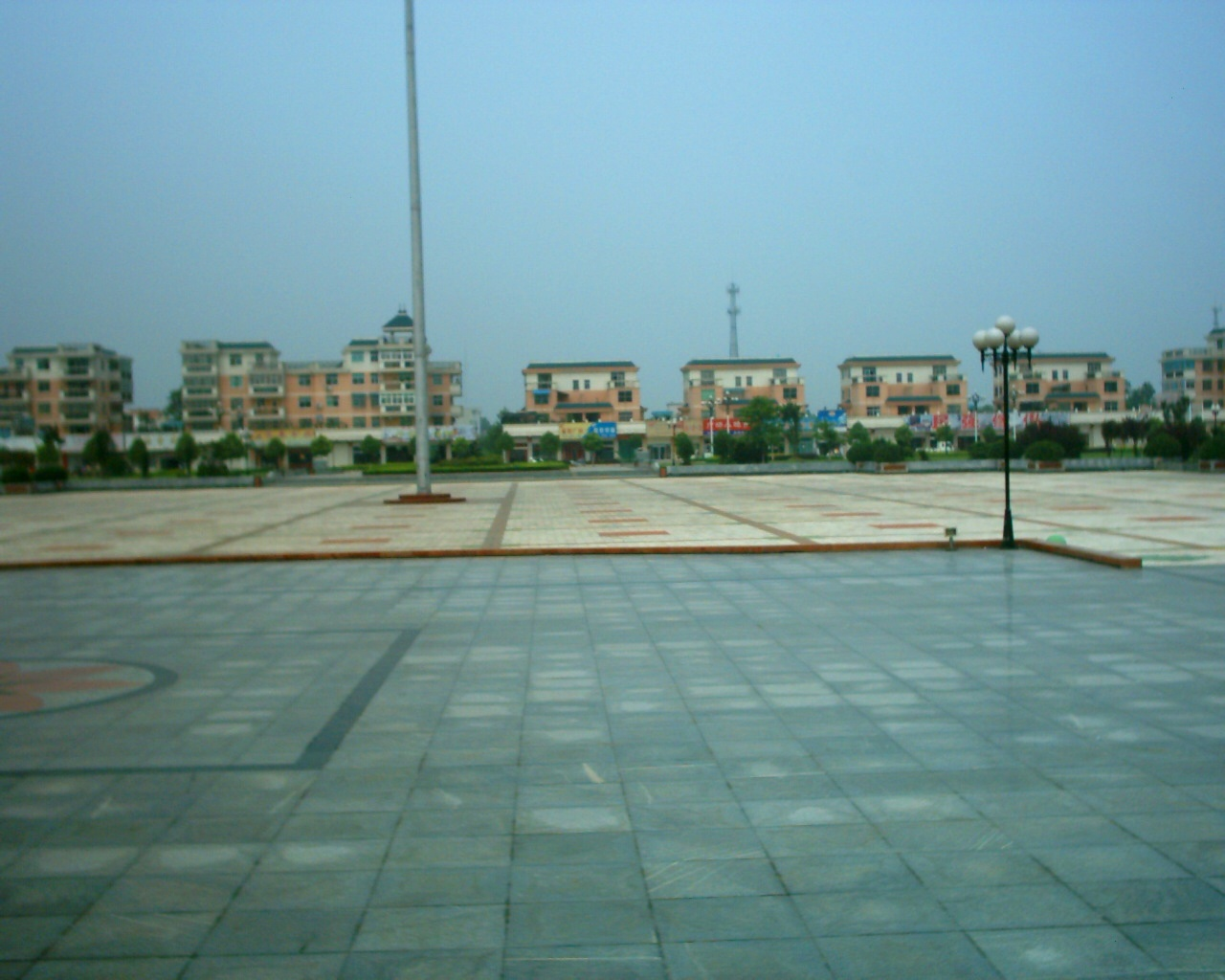

예지구(한국어: 엽집구, 중국어: 叶集区, 병음: Yèjí Qū)는 중화인민공화국 안후이성 루안 시의 현급 행정 구역으로 면적은 320km2이다. 2015년 훠추 현에서 분리되어 신설되었다.

## 행정 구역
2개 가도, 3개 진, 1개 향을 관할한다.
- 가도: 平岗街道、镇区街道
- 진: 洪集镇, 姚李镇, 三元镇
- 향: 孙岗乡